# Phrynobatrachus scapularis
Phrynobatrachus scapularis é uma espécie de anfíbio da família Petropedetidae.
É endémica de República Democrática do Congo.
Os seus habitats naturais são: florestas subtropicais ou tropicais húmidas de baixa altitude, savanas húmidas, matagal húmido tropical ou subtropical, campos de gramíneas de baixa altitude subtropicais ou tropicais sazonalmente húmidos ou inundados, rios, áreas húmidas dominadas por vegetação arbustiva, marismas de água doce, marismas intermitentes de água doce, florestas secundárias altamente degradadas e lagoas.